# Thomas Wallace
Thomas Wallace (1768 – 23. února 1844) byl anglický politik.
Byl členem parlamentu (MP) za okrsek Grampound (1790-1796), Penryn (1796-1802), Hindon (1802-1807), Shaftesbury (Dorset) (1807-1812), Weymouth (1812-1813), Cockermouth (1813-1818) a opět za Weymouth (818-1828).
Byl prezidentem Board of Control (1807-1816) (dohled nad British East India Company), a viceprezidentem Board of Trade (1818-1823).
Byl jmenován Privy Councillor roku 1801, a povýšen na barona Wallace 2. února 1828.
Sídlil na Featherstone Castle v Northumberlandu.